# Euprosthenops australis
Espèce
Euprosthenops australis est une espèce d'araignées aranéomorphes de la famille des Pisauridae.

## Distribution
Cette espèce se rencontre en Afrique du Sud, en Namibie, au Botswana, au Zimbabwe, en Zambie, au Congo-Kinshasa, au Nigeria et au Sénégal.

## Description
La femelle holotype mesure 23 mm.
Le mâle décrit par Silva et Sierwald en 2014 mesure 19,42 mm.

## Systématique et taxinomie
Cette espèce a été décrite par Simon en 1898.

## Publication originale
- Simon, 1898 : « Descriptions d'arachnides nouveaux des familles des Agelenidae, Pisauridae, Lycosidae et Oxyopidae. » Annales de la Société entomologique de Belgique, vol. 42, p. 1-34 (texte intégral).